# Jugamphicteis
Jugamphicteis är ett släkte av ringmaskar. Jugamphicteis ingår i familjen Ampharetidae.
Kladogram enligt Catalogue of Life:
| Jugamphicteis | \| \| Jugamphicteis galatheae \| \| \| \| \| \| Jugamphicteis paleata \| \| \| \| \| \| Jugamphicteis sargassoensis \| \| \| \| |
|               | \| \| Jugamphicteis galatheae \| \| \| \| \| \| Jugamphicteis paleata \| \| \| \| \| \| Jugamphicteis sargassoensis \| \| \| \| |
|               | Jugamphicteis galatheae |
|               | |
|               | Jugamphicteis paleata |
|               | |
|               | Jugamphicteis sargassoensis |
|               | |